# Josef Redtenbacher (entomolog)
Josef Redtenbacher, född den 27 mars 1856 i Kirchdorf an der Krems, död 18 juli 1926 i Linz, var en österrikisk entomolog. Han studerade främst Orthoptera men också Dermaptera. Han är brorson till Ludwig Redtenbacher.